# Gouinia tortuosa
Gouinia tortuosa är en gräsart som beskrevs av Jason Richard Swallen. Gouinia tortuosa ingår i släktet Gouinia och familjen gräs. Inga underarter finns listade i Catalogue of Life.